# Гірна Дарія Олегівна
Дарія Олегівна Гірна (нар. 25 лютого 1994, м. Львів, Україна) — українська журналістка, телеведуча, авторка документальних фільмів та ютуб-каналу «Обличчя Незалежності». Директорка Центру досліджень визвольного руху (2021—2023).

## Життєпис
Дарія Гірна народилася 25 лютого 1994 року в місті Львові.
Закінчила факультет журналістики Львівського національного університету імені Івана Франка, маґістратуру Школи журналістики Українського католицького університету (2016). Проходила стажувалася у польській газеті «Газета Виборча». Вела авторську радіопрограму на Львівському обласному радіо. Працювала на Громадському телебаченні (2015—2017), кореспонденткою і редакторкою програми «Світло», ведучою програми «Тема дня» та передачі «Суспільна Студія» на телеканалі «UA: Перший» (2017—2021), директором Центру досліджень визвольного руху (2021—2023[джерело?]).
У серпні 2021 року спільно з онлайн журналом «Reporters» запустила документальний проєкт «Обличчя Незалежності» про українських дисидентів. Згодом Дарія відкрила ютуб канал «Обличчя Незалежності».

## Доробок
Співавторка документальних фільмів «Живі і нескорені», «День молоді», «Паростки», «Дисидент».

## Відзнаки
- лауреатка проєкту «30 до 30: Хто творить майбутнє українських медіа» (2021)[12],
- лауреатка премії «Високі стандарти журналістики — 2021» — за швидкий і якісний розвиток у професії[13].